# Bertus Brouwer
Cornelis Lambertus (Bertus) Brouwer (Rotterdam, 27 november 1900 – aldaar, 7 mei 1952) was een Nederlandse atleet, die zich had toegelegd op de marathon. Hij nam eenmaal deel aan de Olympische Spelen, behaalde drie Nederlandse titels en verbeterde twee Nederlandse records.

## Loopbaan
Brouwer, die lid was van het Rotterdamse D.O.S., werd voor de eerste maal Nederlands kampioen op de 10.000 m in 1920, welke titel hij het jaar erop prolongeerde. Hoewel hij in 1923 het Nederlandse record op deze afstand bracht op 34.57,8, richtte Brouwer zich gaandeweg meer op de weg, waarop hij in datzelfde jaar zijn derde nationale titel veroverde (25 km in 1:33.09).
In 1924 maakte Bertus Brouwer deel uit van de Nederlandse afvaardiging naar de Olympische Spelen in Parijs. Hij nam er deel aan de marathon. Na 31 km opgeven moest hij de wedstrijd echter voortijdig beëindigen. Ook de andere Nederlandse deelnemer Teun Sprong moest op dit punt opgeven.
Bertus Brouwer verdiende in het dagelijkse leven zijn kost als kolenwerker en betonafwerker.

## Nederlands kampioenschappen
| Onderdeel | jaar       |
| --------- | ---------- |
| 10.000 m  | 1920, 1921 |
| 25 km     | 1923       |

## Palmares

### 10.000 m
- 1920:  NK - onbekend
- 1921:  NK - 35.32,5

### 25 km
- 1923:  NK - 1:33.09

### marathon
- 1924: DNF OS